# Anahita (geslacht)
Anahita is een geslacht van spinnen uit de  familie van de Ctenidae (kamspinnen).

## Soorten
- Anahita aculeata (Simon, 1897)
- Anahita blandini Benoit, 1977
- Anahita centralis Benoit, 1977
- Anahita concrassata Benoit, 1977
- Anahita concreata Benoit, 1977
- Anahita concussor Benoit, 1977
- Anahita faradjensis Lessert, 1929
- Anahita fauna Karsch, 1879
- Anahita lineata Simon, 1897
- Anahita lycosina (Simon, 1897)
- Anahita mamma Karsch, 1884
- Anahita maolan Zhu, Chen & Song, 1999
- Anahita nathani Strand, 1906
- Anahita pallida (L. Koch, 1875)
- Anahita punctata (Thorell, 1890)
- Anahita punctulata (Hentz, 1844)
- Anahita pygmaea Benoit, 1977
- Anahita samplexa Yin, Tang & Gong, 2000
- Anahita similis Caporiacco, 1947
- Anahita syriaca (O. P.-Cambridge, 1872)
- Anahita zoroides Schmidt & Krause, 1994